# 佐藤栄作賞
佐藤栄作賞（さとうえいさくしょう、英: Eisaku Sato Memorial Prize）は、一般財団法人佐藤栄作記念国連大学協賛財団が国際連合大学と共に行っている、論文に対する国際コンテストの賞。国連大学を通じて、毎回異なるテーマの元に論文を募集し選考を行う。テーマは国際社会や平和、国連のあり方に関するものが中心。第一回は1980年に行われ、以来ほぼ毎年実施されている。

## 概要
最優秀賞（1編）には賞状及び副賞（賞金50万円）が、優秀賞（2編）には賞状及び副賞（同20万円）が贈呈される。佐藤栄作が受賞したノーベル平和賞の賞金のみを基に行われているため「ノーベル平和賞の一部」と称されている。
1980年度の第1回佐藤栄作賞は、国連大学が実施している3つの優先的研究分野「世界の飢餓問題」「人間と社会の開発」「天然資源の利用と管理」にかかわる研究論文を募集した。2008年現在までで通算して25年間行われている。論文は英語または日本語とされ、国籍・年齢を問わず広く研究論文を募集し選考している。

## 佐藤栄作記念国連大学協賛財団
一般財団法人佐藤栄作記念国連大学協賛財団は、「国連大学の創設と日本誘致に尽力した、佐藤栄作の遺志を継ぐ」として国際連合の下に設立された国連大学の発展に協力する等世界の平和と福祉の向上に資するために1975年に設立された。